# Кривов Тимофій Степанович
Тимофій Степанович Кривов (5 березня 1886, село Староє Єрьомкіно Бряндинської волості Мелекеського повіту Самарської губернії, тепер Чердаклінського району Ульяновської області, Російська Федерація — 16 серпня 1966, місто Москва, Російська Федерація) — радянський діяч, секретар Уральського бюро ЦК РКП(б), член ВЦВК і ЦВК СРСР. Кандидат у члени ЦК РКП(б) у 1922—1923 роках. Член Центральної контрольної комісії ВКП(б) у 1921—1922 і 1923—1934 роках. Герой Соціалістичної Праці (16.03.1966)

## Біографія
Народився 21 лютого (5 березня) 1886 року в бідній чуваській селянській родині. З дитячих років наймитував у рідному селі. У 1897 році закінчив церковнопарафіяльну школу в селі Чуваський Калмаюр Ставропольського повіту Самарської губернії. З 1898 року працював вчителем в школі грамоти села Борковка. З 1899 по 1900 рік навчався в Симбірській чуваській вчительській школі, закінчив перший клас.
З 1900 року жив у місті Уфі. Працював підручним у різних торговців, з 1902 року — учнем слюсаря, слюсарем залізничних майстерень на станції Уфа Самаро-Златоустівської залізниці.
Член РСДРП(б) з січня 1905 року. Партійний псевдонім «Граф».
Входив до складу Уфимської бойової дружини РСДРП. Брав участь у роботі гуртків, зберіганні та розповсюдженні листівок, прокламацій і нелегальної літератури, вів пропагандистську, організаційно-партійну роботу. Активний учасник збройного виступу робітників Уфимських залізничних майстерень 9 грудня 1905 року. У 1906 році був заарештований, три місяці знаходився в Уфимській в'язниці, був відпущений за відсутністю доказів.
У 1906—1907 роках працював слюсарем Златоустівського залізничного депо, був членом Златоустівського комітету РСДРП. У серпні 1907 року став одним із організаторів страйку златоустівських залізничників.
У 1907—1908 роках проходив службу в російській царській армії, в Іркутському військовому окрузі. У лютому 1908 року заарештований, сидів на гарнізонній гауптвахті в місті Уфа. У лютому 1909 року здійснив втечу з управління Уфимського повітового військового начальника, перебуваючи на військово-пересильному етапному пункті.
З 1909 року перебував на нелегальному становищі, працював в організації РСДРП міста Санкт-Петербурга. Після участі у Великій Міаській експропріації в січні 1910 року йому довелося емігрувати за кордон з паспортом на ім'я міщанина Василя Яковлєва. Жив у містах Льєж (Бельгія), Париж (Франція), Болонья (Італія). Навчався в більшовицькій партійній школі в Болоньї, зустрічався з Леніним.
У травні 1911 року із новим партійним завданням під ім'ям Миколи Башкірова повернувся до Росії. Працював в Уфі монтером-машиністом контори теплових двигунів. У жовтні 1911 року був заарештований в Санкт-Петербурзі, перебував у Петропавлівській фортеці, потім вивезений на суд до Уфи. Був засуджений до смертної кари через повішення, заміненої, в зв'язку з амністією з нагоди 100-річчя перемоги над військами Наполеона, безстроковою каторгою. Утримувався в каторжній в'язниці в місті Владимирі та в Бутирській в'язниці Москви.
Після Лютневої революції 1917 року звільнений, повернувся до Уфи. З квітня 1917 року — член виконавчого комітету Уфимської ради робітничих і солдатських депутатів, член Уфимського районного комітету РСДРП(б), комісар робітничої міліції. З грудня 1917 по червень 1918 року — начальник штабу бойових організацій народного озброєння Уфимської губернії.
З 1918 року — член Уфимського губернського комітету РКП(б), завідувач Уфимської міської біржі праці, комісар праці виконавчого комітету Уфимської ради робітничих і солдатських депутатів.
З червня по жовтень 1918 року — політичний працівник 2-ї армії Східного фронту РСЧА, учасник Громадянської війни в Росії.
У 1918—1919 роках — секретар Уральської обласної ради профспілок у місті Пермі, відповідальний секретар ВЦРПС у Москві.
У квітні — червні 1919 року — політичний працівник політвідділу штабу 5-ї армії Східного фронту РСЧА.
З червня 1919 по 1920 рік — член та голова президії Уфимського революційного комітету, завідувач відділу праці виконавчого комітету Уфимської ради.
У 1920—1922 роках — секретар Уральського бюро ЦК РКП(б).
У 1922—1923 роках — відповідальний інструктор ЦК РКП(б).
У квітні 1923 — травні 1924 року — член та секретар партійної колегії Центральної контрольної комісії ВКП(б).
26 квітня — 23 травня 1924 року — кандидат у члени президії Центральної контрольної комісії ВКП(б).
1 січня 1926 — 26 січня 1934 року — член президії Центральної контрольної комісії ВКП(б).
У грудні 1927 — 26 січня 1934 року — член партійної колегії Центральної контрольної комісії ВКП(б).
У 1927—1934 роках — заступник народного комісара робітничо-селянської інспекції РРФСР.
У 1934—1935 роках — головний державний арбітр при РНК РРФСР.
З вересня 1934 по травень 1936 року — заступник народного комісара фінансів РРФСР.
У 1936—1940 роках — голова ЦК Спілки робітників комунальних підприємств СРСР.
З 1940 року — персональний пенсіонер у Москві.
З січня 1942 по 1944 рік перебував у евакуації в Уфі. Повернувшись з евакуації, з 1944 року працював у Центральному музеї Леніна в Москві. Був обраний почесним членом центральної ради Всесоюзної піонерської організації імені Леніна.
Указом Президії Верховної Ради СРСР від 16 березня 1966 року за великі заслуги в революційному русі 1905—1917 років, активну громадсько-політичну діяльність і в зв'язку з вісімдесятиріччя з дня народження Кривову Тимофію Степановичу присвоєно звання Героя Соціалістичної Праці з врученням ордена Леніна і золотої медалі «Серп і молот».
Помер 16 серпня 1966 року. Похований на Новодівочому цвинтарі Москви.

## Нагороди
- Герой Соціалістичної Праці (16.03.1966)
- два ордени Леніна (28.05.1955, 16.03.1966)
- медаль «За доблесну працю у Великій Вітчизняній війні 1941—1945 рр.»
- медаль «У пам'ять 800-річчя Москви»